# Peter Andersohn
Peter Andersohn (* 1989) ist ein deutscher Komponist, Musiker und Autor.

## Leben
Peter Andersohn wurde 1989 im Leipziger Umland geboren. Er studierte er Musikwissenschaft und mehrere Instrumentalfächer (Klavier, Gesang, Gitarre) an der Universität Leipzig und der Hochschule für Musik und Theater Felix Mendelssohn Bartholdy. Außerdem studierte er Tonsatz und Kontrapunkt unter anderem bei Bernd Franke und Marco de Cillis. Er erlernte in dieser Zeit auch die Techniken des Tintinnabuli Stils von Arvo Pärt durch den Komponisten und bekannten Pärt Forscher Leo Brauneiss.
Er war festes Mitglied der Gruppe Saeldes Sanc, welchen er sich 2012 anschloss und später die Band wieder verlies, weil er sich voll und ganz eigenen Projekten widmen wollte. Bei Saeldes Sanc sammelte er, auch durch die Zusammenarbeit mit Ernst Horn und überregional organisierten Live Konzerten, viele Erfahrung im Musik- und Kunstbetrieb. Später interessierte er sich auch für Arbeiten im Sound Design und entwickelte ein Interesse für moderne digitale und analoge Klangmodulierungen, da dies stilistisch auch in der Musikkonzeption des Kinofilms Der schwarze Nazi verankert war.
Seit 2013 ist Peter Andersohn in der Musikproduktion und Komposition tätig und erstellt Werke für verschiedenste Projekttypen wie Kinofilme, Dokumentarstücke, aber auch Theater- und Live Musiken sowie Musiken für Videospiele. Seine erste größere Arbeit lieferte er im Kinofilm Der schwarze Nazi, wo er gemeinsam mit seinem damaligen Konglomerat ScienceMusic die Filmmusik komponierte und eigens produzierte. Seit 2021 komponiert Andersohn auch Musik für Videospiele und arbeitet als Sound Designer und Audio Supervisor für verschiedene Produktionsfirmen.
Später steuerte er auch Musik für Theaterprojekte an den Landesbühnen Sachsen bei, wo er seit 2022 auch als Inspizient tätig ist.
Andersohn wird vom Musikverlag Kick The Flame unter dem Namen. ScienceMusic vertreten. Er lebt und arbeitet in Leipzig und Dresden.

## Filmografie und Projekte (Auswahl)
(Quelle: )
- 2015: KUNST (Kurzfilm, Dawg Productions)[10]
- 2015: Vom Unvermögen des Theaters, sich selbst zu definieren (Theaterstück, Il Comico Ensemble)
- 2017: THANK YOU FOR THE TRAGEDY (als Sänger, featuring: Ernst Horn und Christian von Aster)[11]
- 2018: Tennet Virtual Vision (VR Experience, als Sound Designer, VRBits)
- 2019: Grimm's DIE NACHTIGALL (Theaterstück, Musik und Text)[12]
- 2016: Der Schwarze Nazi (Kinofilm)
- 2021: Califax & Andersohn (musikalische Live Performance, Komposition und Arrangement)
- 2021: Damn Ironland (in der VR Version, Actrio Studio)
- 2021: Water Means Life (Experimentalfilm, Dawg Productions)
- 2021: Dark Stream Festival – Der Auftakt (Trailer)
- 2021: Brückensinfonie – Brücken Schlagen zwischen Stadt und Land
- 2021: The Great Ocean (Videospiel, Musik und Sound Design)
- 2022: Grimm's DIE WEIßE SCHLANGE (Theaterstück, Musik)[13]
- 2022: Zwei Leben für Europa (Dokumentarfilm, Additional Music)
- 2023: Superhero(es) – Eulogy (Tanztheater an den Landesbühnen Sachsen)[14]
- 2023: Last Call – Schillerwerkstatt (Arrangeur, Komponist und Live-Musiker gemeinsam mit Franziska Till)

## Werke (Auswahl)
(Quelle: )
- 2017: Faltenwurf (für Klavier und elektroakustisches Ensemble)
- 2018: Fractal Structures (für Klavier)
- 2019: Hiddensee Promenade (für Klavier)
- 2019: Die Nachtigall (für Klavier)

## Preise
(Quelle: )
- Kurt Weill Fest New Generation 2014 – Erster Preis für YOUKALI – ON Y VA TRAVAILLER